# 日商簿記検定

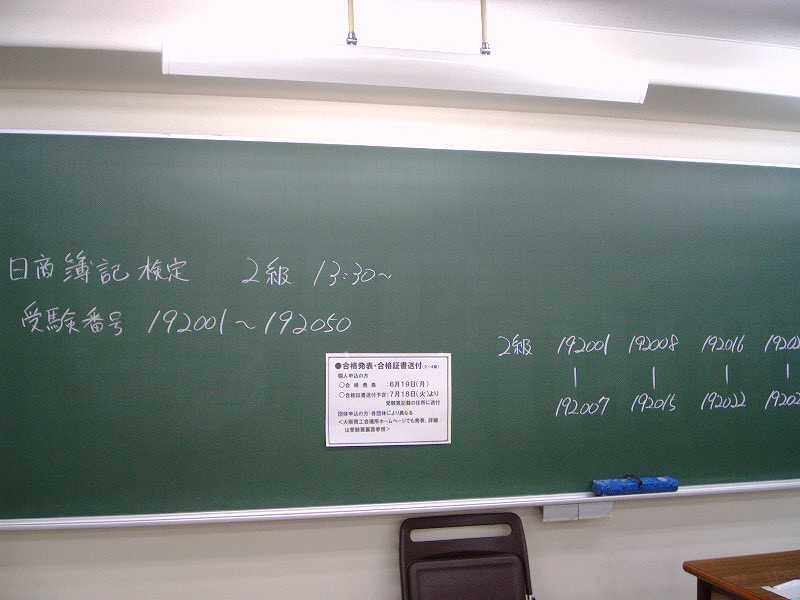
試験会場（例）

日本商工会議所及び各地商工会議所主催簿記検定試験（にほんしょうこうかいぎじょおよびかくちしょうこうかいぎじょしゅさいぼきけんていしけん）は、日本の簿記検定である。略称・通称は日商簿記検定（にっしょうぼきけんてい）。
商工会議所法（昭和28年法律第143号）第9条第9号の規定に基づき日本商工会議所および各地の商工会議所が実施する検定試験（商工会議所検定試験）のうち、簿記に関する技能を検定するもの。

## 概要
1954年11月21日に第1回が実施され、1955年度からは年2回実施されていたが、1997年度以降年3回実施されるようになった(1級は年2回)。国家資格ではないものの、一般事務職などへの就職・転職の際に有利な資格とされ、TOEICや英検などと並び権威の高い検定試験となっている。
この検定を含む簿記・会計系の資格試験に共通する特色として、一定の制限はあるが、試験中に電卓の使用が認められていることがあげられる。また、公認会計士・監査審査会が行なう公認会計士試験（短答式）など一部を除いてマークシートが採用されていないこともあげられる。
日商簿記検定以外の有名な簿記検定としては、主に経理専門学校生（高等専修学校に通う生徒も含む）を対象（ただし、受験資格はこれに限定されない）とした全経簿記能力検定や、商業高校生を対象とした全商簿記検定などが実施されている。ブランド力は日商簿記検定が最も高く、毎年多くの大学生や社会人も受験する。また、日商簿記検定に類似するものとして、財務諸表の読み方や財務分析などについて出題されるビジネス会計検定試験（大阪商工会議所主催）がある。
就職活動を控えた大学生（特に文系）にとっては、TOEICや宅地建物取引士、FP検定、ITパスポート、証券外務員などと並び人気の高い資格の一つとなっている。

## 各級の基準

### 1級
極めて高度な商業簿記・会計学・工業簿記・原価計算を習得している。大企業の簿記。財務諸表規則・企業会計に関する法規を理解し、経営管理や経営分析ができる。

### 2級
商企業および工企業における経理担当者および経理担当として必要な高度な商業簿記および工業簿記（原価計算を含む）に関する知識を有している。
財務諸表を読む力がつき、企業の経営状況を把握できる。相手の経営状況もわかるので、株式会社の経営管理に役立つ。中小企業の簿記に相当する。
かつて1級のみの出題であった連結財務諸表の一部が、現在では2級でも出題されるようになったため、難易度が上がっている。

### 3級
零細企業における経理担当者または経理補助者として必要な初歩的な商業簿記に関する知識を有している。
経理関連書類の簡単な読み取りができ、取引先企業の経営状況を数字から理解できるようになる。
営業、管理部門に必要な知識として評価する企業が増えている。簿記初学者が学習をはじめるのは多くの場合、この級からである。
以前は個人商店を前提とした簿記知識に関する問題であったが、現在は株式会社を前提としている。

### 初級
2017年4月より、4級廃止に伴い新設。ネット試験による実施。個人企業や会社の経理担当者だけでなく広く社会人全般を対象に簿記の基本用語や複式簿記の仕組みを理解し、日常業務に利活用できる（決算に関する部分は除かれる）。また、2018年4月より、原価計算初級が増設された。

## 試験の難易度

### 1級
合格率は例年10%前後である。受験者の大部分は既に2級に合格できる実力を有している場合が多いため、かなりの難関資格であると言える。
また、絶対評価である2級以下とは異なり、合格率の大きな変動がさほど発生していないことから、採点方法は相対評価であると目されている。
難易度を他の簿記検定と比較した場合、全経簿記能力検定の上級がほぼ同じくらいの難易度と言われているが、日商簿記1級が計算力を重視しているのに対し、全経上級はより理論を重視する出題傾向があると言われている。
商業高校生が日商簿記1級に合格した場合、地元の新聞に名前が掲載されることもある他、難関国立大学として知られる一橋大学（商学部のみ）の推薦入試の出願条件にも含まれている。

### 2級
近年の合格率は平均して20～30%程度である。かつては手書き簿記を前提とした帳簿問題や伝票問題が出題されていた。
現在は現代的な会計業務に必要な知識である基礎的な連結会計や税効果会計、外貨建取引や「でんさい」（でんさいネットが取り扱う電子記録債権）などの内容に変更されている。
商業簿記のみが問われる3級とは異なり、2級では工業簿記も問われ専門性が高くなる。

### 3級
近年の合格率は平均して40～50%程度である。日商簿記3級では商業簿記のみが問われ、工業簿記は問われない。

## 試験の実施
試験はネット試験とペーパー統一試験がある。
・ペーパー統一試験（1級・2級・3級）
従来通り、6月・11月・2月に実施される。
合格証書は、紙の賞状型合格証書が発行される。
・ネット試験（2級・3級・初級）
新たに創設された試験形式で、自宅で受験できるわけではなく、各地のテストセンターにて受験する。
時期は問わず、随時実施している。(各地のテストセンターにより異なる)
PC上で解答していくため、試験終了後すぐに合否が分かるシステムとなっている。
合格証書は、QRコードによりダウンロードするデジタル合格証書が発行される。なお紙の合格証を希望する場合は、各商工会議所に問い合わせることで発行可能。

## 出題範囲
準拠する法令および会計基準は、毎年度4月1日現在施行のものとする（平成18年度の第113回（6月実施）以降）。第112回までは、毎年1月1日現在施行のものとされていた。
各級の出題範囲は、日本商工会議所の定める「商工会議所簿記検定試験出題区分表及び簿記検定試験許容勘定科目表」に従う。

## 試験科目および合否
| 級   | 試験科目                     | 試験時間 | 合格基準 |
| ---- | ---------------------------- | -------- | -------- |
| 1    | 商業簿記・会計学             | 90分     | 70点以上 |
| 1    | 工業簿記・原価計算           | 90分     | 70点以上 |
| 2    | 商業簿記・工業簿記           | 90分     | 70点以上 |
| 3    | 商業簿記                     | 60分     | 70点以上 |
| 初級 | ネット試験（簿記、原価計算） | 40分     | 70点以上 |

1級については、総得点に加え商業簿記（25点）会計学（25点）工業簿記（25点）原価計算（25点）の科目ごとにつき、40%（10点）以上の得点を要する。
4科目のうち1科目でも9点以下の科目がある場合は不合格となる（理論上84点でも不合格が生じる）。

### 2級
第1問　商業簿記 20点　仕訳
第2問　商業簿記 20点　標準的連結、連結精算表、連結財務諸表、勘定連絡、空欄補充、株主資本等変動計算書
第3問　商業簿記 20点　個別決算（損益計算書、貸借対照表、本支店会計）
第4問　工業簿記 28点　(1)仕訳3題 (2)財務諸表作成、部門別原価計算、個別原価計算、総合原価計算、標準原価計算
第5問　原価計算 12点　標準原価計算（差異分析）、CVP分析、直接原価計算

### 3級
第1問　45点　仕訳15題
第2問　20点　勘定記入、補助簿、適語補充
第3問　35点　決算（精算表、財務諸表の作成）
※従来配点の大きかった第3問の試算表作成は出題されない。
※第一問の比重がかなり増しており、45点分ある。

## 合格発表
主催している各商工会議所によって若干の違いがある。合格発表で早いところと遅いところとでは、2週間程度の日付の違いがある。
多くは、主催した商工会議所にて発表されるが、最近では主催した商工会議所のサイトでも発表する場合がある。
合格証書は各商工会議所によって様々である。受験票と引き換えに合格証書の交付や郵送（郵送がない都道府県がある）などがある。
テストセンターで受験するネット形式の場合は、受験直後に合否が判明し、合格者のみQRコードからデジタル合格証が取得できる。

## 合格者の特典
- 民間企業の入社試験・履歴書において、日商簿記検定の取得級に応じて採用判定で優先されることがある。また、企業における昇進等の人事評価でも日商簿記検定の取得級が評価材料になることがある。一般的には中小企業では2級以上の、大企業では1級の合格者は高く評価されると言われている。
- 2級以上の合格者は、国家公務員、地方公務員の採用試験で加点対象となるなど優遇される場合がある。
- 商業高等学校、大学の学部（主に経済学部・経営学部・商学部等）、大学院、短期大学等では、取得級に応じて、入学試験（特に推薦入学・AO入試）での優遇や、入学後の単位認定[6]、学費無償の「給費生（授業料が免除される）」の対象となることがある。
- 公認会計士を目指す場合、商業高校在学中の1級合格者は、慶應義塾大学通信教育課程経済学部などへの進学でも評価される。進学後、公認会計士試験等を受験している。
- 国税専門官採用試験合格者が1級合格している場合、税務大学校等での人事上有利に働く。
- 1級合格者は税理士試験（国税審議会が行う国家試験）の税法科目の受験資格を得られる。
- 1級合格者は職業能力開発促進法の職業訓練指導員 (事務科)の資格試験で一部の科目が免除される[注 2]。